# Galionsfigur
En galionsfigur er en skulptur eller et ornament, der udsmykker et skibs stævn.
Traditionelt har det været malede træfigurer, som ofte har forestillet mennesker, dyr eller fabelvæsener, og har skullet være en skytsånd for besætningen eller skullet skræmme fjenden. Det er primært træskibe, der har galionsfigurer, men der er også motorskibe med denne udsmykning.

## Galleri
- Kongeskibet Dannebrog har et ornament i skibets stævn.
- HMS Warrior har denne skulptur i stævnen.
- Galionsfigur på Hjejlen lavet af H.J. Møen i 1859.